# Decreto Bersani-Visco
Il decreto Bersani-Visco, ufficialmente decreto legge 4 luglio 2006, n. 223, convertito poi dalla legge 4 agosto 2006, n. 248, è una legge della Repubblica Italiana, prima parte del cosiddetto "pacchetto liberalizzazioni" proposto dal Ministro dello Sviluppo Economico Pier Luigi Bersani durante il Governo Prodi II.
È stato seguito l'anno seguente dal decreto Bersani bis.

## Effetti

### Abolizione del tariffario dagli ordini professionali
Tra i punti del decreto c'è l'abolizione delle tabelle che stabiliscono la parcella minima spettante all'ingegnere/architetto per un progetto o per la direzione dei lavori sulla base dell'importo dei lavori stessi. Stessa cosa per gli avvocati. Questa parte del decreto è stata criticata per svariate ragioni, che si riassumono brevemente:

1. Le tariffe professionali non hanno riguardato le categorie professionali allo stesso modo, alcune ne sono state sostanzialmente escluse.
2. L'intervento sulle tariffe e non sulle attività riservate significava intervenire su aspetti secondari. Interventi contraddittori con la premessa ("lenzuolate liberalizzatrici").
3. Alcune tariffe uscite dalla porta sono rientrate dalla finestra. Si pensi al dibattito in corso (fine 2012) sulle tariffe degli avvocati.[senza fonte]

### Vendita dei farmaci da banco nei supermercati e nelle parafarmacie
Il provvedimento riguarda i farmaci da banco e consente di creare spazi dedicati nella grande distribuzione con l'impiego di personale con laurea in farmacia, cercando così di creare possibilità di occupazione per tale categoria di neolaureati, in particolare nel settore lavoro dipendente. La titolarità delle licenze è in capo ai supermercati, nei quali i farmacisti vengono assunti come dipendenti come accadeva in passato nelle altre farmacie, per quanti fossero privi di una licenza. A tali esercizi è inoltre vietato di effettuare vendite a premi e/o sottocosto avente ad oggetto i farmaci. Il provvedimento prevede anche l'apertura di esercizi di vicinato, con la possibilità di vendita di farmaci senza obbligo di prescrizione, creando in questo caso parafarmacie spesso di proprietà degli stessi farmacisti.
A distanza di 5 anni, la seconda via è risultata di gran lunga la più seguita. Su oltre 3.400 parafarmacie, solo 300 circa fanno riferimento a strutture legate alla grande distribuzione organizzata; circa 3.000 sono esercizi di vicinato spesso di proprietà dello stesso farmacista che vi lavora. Il fatto che i farmaci non siano venduti nei normali scaffali, fra l'altro, dovrebbe evitare che l'acquirente li consideri alla stregua degli altri beni di consumo. I farmaci da banco costituiscono circa il 10% del fatturato dei farmacisti e, memori di quanto avvenuto per il latte per bambini, la rottura del monopolio della distribuzione e l'aumento della concorrenza potrebbero portare ad un significativo calo dei prezzi. D'altro canto i farmacisti possono ora essere intestatari di più licenze, con il conseguente pericolo di nuove concentrazioni nel settore.

### Licenze dei tassisti
Nonostante i provvedimenti di legge seguenti, il contingentamento, che limita il numero di licenze, non viene abrogato: non si tratta quindi sostanzialmente di una liberalizzazione. Un tassista potrà avere più licenze e auto, abolendo il vigente obbligo che legava alla figura professionale un'unica licenza e un'unica automobile. Analogamente alla liberalizzazione sui farmaci, anche l'aumento delle licenze dovrebbe garantire un aumento del numero di taxi nelle grandi città italiane (attualmente tra i più bassi d'Europa), un aumento della concorrenza e prevedibilmente un calo dei prezzi. Questa operazione è peraltro tesa a trasformare un lavoro autonomo in lavoro dipendente, con la possibilità della nascita nelle città di grandi aziende che controllano le quote del mercato prima indipendenti. Il risultato finale sarebbe quella di un migliore servizio a prezzi più bassi, grazie ad un aumento dell'offerta.
Anche per questa categoria viene abrogato il privilegio dell'ereditarietà della licenza.

## Automobili usate
Non si dovrà più andare dal notaio per acquistarle, ma sarà sufficiente recarsi nel proprio comune dove verrà rilasciato un patrocinio gratuito.